# Agarn
Agarn (gsw. Agaru) – miejscowość i gmina (Politische Gemeinde) w południowej Szwajcarii, w kantonie Valais, w okręgu (Bezirk) Leuk.

## Demografia
W Agarn mieszka 690 osób. W 2021 roku 9,9% populacji gminy stanowiły osoby urodzone poza Szwajcarią. 

## Transport
Przez teren gminy przebiega droga główna nr 9. 